# التعليم الموازي
التعليم الموازي هو نظام في أستراليا يحضر فيه الأولاد والبنات نفس المدرسة، لكن يتم تقسيمهم إلى غرف صفية أحادية الجنس للمواد الأساسية مثل اللغة الإنجليزية والرياضيات والعلوم والعلوم الإنسانية. ومع ذلك، سيجتمع الطلاب معًا في الدراما والموسيقى والأنشطة الاجتماعية والثقافية الأخرى على الرغم من تطبيق قاعدة صارمة للمساحة الشخصية بمقدار 30 سم. من الناحية النظرية، هذا يعني أن الطلاب سيحصلون على أفضل تعليم بينما يظلون قادرين على التفاعل مع الجنس الآخر. [بحاجة لمصدر]
تدير كلية هايليبيري، ملبورن حاليًا التعليم الموازي في حرمها الجامعي في فروعها الخمسة مع العديد من المدارس الرائدة الأخرى التي ستتبعها.